# Hyundai Nexo
El Hyundai Nexo es un SUV crossover propulsado por un motor eléctrico alimentado por una pila de combustible suministrada por hidrógeno que se presentó en el Consumer Electronics Show de 2018. Reemplazando al Hyundai Tucson FCEV, el Nexo es el buque insignia de la gama de "coches ecológicos" de Hyundai.